# Linjeflyg
Linjeflyg (deutsch: Linienflug) war eine schwedische Fluggesellschaft, die am 2. April 1957 gegründet wurde. Die Gründungsgesellschaften waren die schwedischen Fluggesellschaften Airtaco und SAS (50 %) sowie die Zeitungsverlage Dagens Nyheter (33,33 %), Aftonbladet und Pressbyrån (je 8,33 %). Am 1. Januar 1993 wurde die Fluggesellschaft vollständig in SAS integriert; damit endete ihre selbstständige Existenz.

## Geschichte

### Airtaco
Ab 1949 begannen die drei großen Zeitungsverlage Aftonbladet, Aftontidningen und Expressen damit, ihre Abendausgaben per Flugzeug im Land zu verteilen. In den Folgejahren wurden diese Dienste von den Fluggesellschaften Aero-Nord (Schweden), Transair Sweden (vormals Nordisk Aero Transport) und Airtaco durchgeführt. Auf dem Rückweg wurden Passagiere befördert. Transair zog sich 1956 aus diesem Geschäft zurück und konzentrierte sich auf den wachsenden Chartermarkt; das Erscheinen der Aftontidningen wurde im November 1956 eingestellt, was auch die Schließung der Aero-Nord zur Folge hatte – übrig blieb Airtaco.
Airtaco hatte im August 1950 als Aero Scandia den Betrieb aufgenommen. Allerdings legte der Flugzeughersteller Saab dagegen Einspruch ein, da dieser Name zu sehr an sein neuestes Kurzstreckenflugzeug Saab Scandia erinnerte. Daraufhin wurde die Fluggesellschaft nach ihrem Gründer „Air Torvald Andersson Co.“, also Airtaco, benannt.
Sie war die Vorgängerin von Linjeflyg und wurde samt ihrer Flotte im Jahr 1957 in die neue Gesellschaft integriert.

### Linjeflyg
Mit der Gründung von Linjeflyg wurden Airtacos vier Lockheed L-18 Lodestar und vier Douglas DC-3 in die neue Flotte übernommen. Nachdem SAS zehn DC-3 mit einheitlichem technischem Standard an Linjeflyg übergeben hatte, wurden deren ursprünglichen vier DC-3 sowie zwei der vier Lodestar und die verbliebene Lockheed L-12 Electra Junior verkauft.

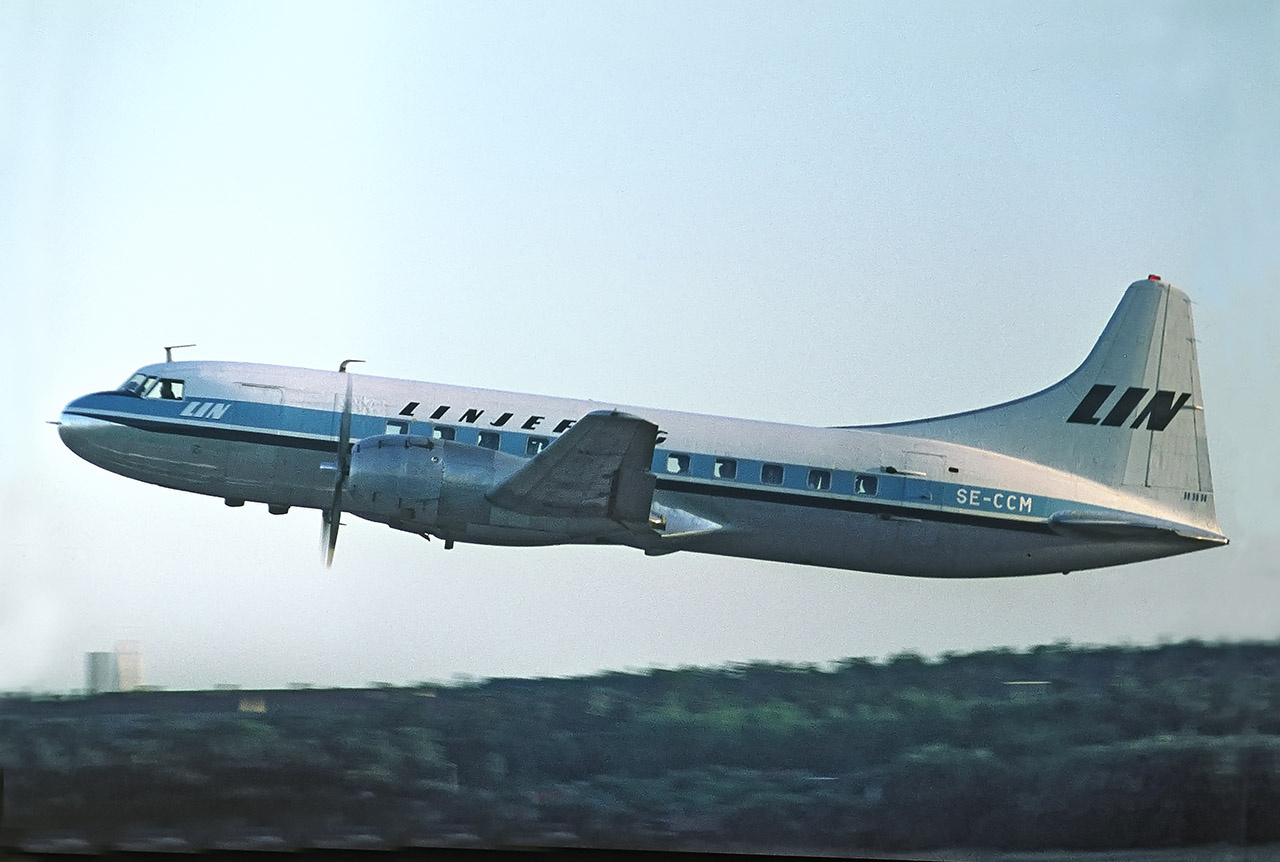
Linjeflygs Convair Metropolitan
SE-CCM in Bromma, 1965

Linjeflygs erster Passagierflug wurde am 14. April 1957 mit einer Douglas DC-3 von Stockholm über Kalmar nach Malmö durchgeführt. Bereits im ersten Betriebsjahr flog Linjeflyg folgende schwedische Städte an: Jönköping, Kalmar, Karlstad, Kristianstad (Rinkaby), Lidköping, Malmö (Bulltofta), Nordmaling, Stockholm (Bromma), Sundsvall, Visby und Växjö (Kronobergshed). Außerdem existierte auch eine Flugverbindung nach Kopenhagen.
Nachts wurden Post und Zeitungen transportiert und tagsüber Personen und Fracht befördert. Fast alle Verbindungen waren Inlandsverbindungen, da die Auslandsflüge von SAS durchgeführt wurden. Bereits im ersten Betriebsjahr wurden 136.000 Passagiere befördert.
Sehr starken jahreszeitlichen Schwankungen der Auslastung versuchte Linjeflyg mit diversen Rabatten entgegenzuwirken. So zahlten „Erstflieger“ außerhalb der Sommersaison nur die Hälfte, ebenso gab es im Winter einen gleich hohen „Damenrabatt“. Auch das Monopol der SAS auf den lukrativen Strecken nach Stockholm, Göteborg, Malmö, Kiruna und Luleå verhinderte Linjeflygs Profitabilität.

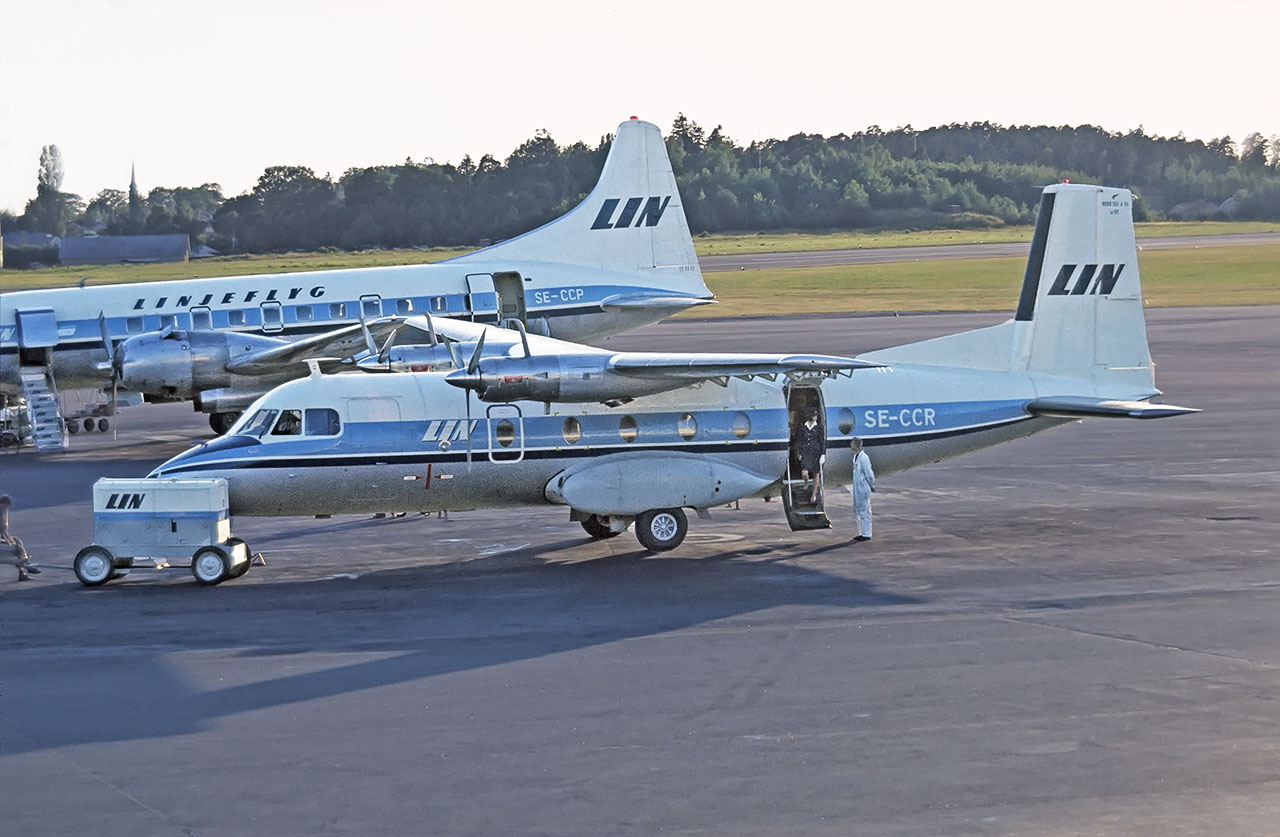
Linjeflygs Nord 262 SE-CCR in Bromma, 1967

Die letzten Lockheed Lodestar wurden 1960 verkauft. Im Januar desselben Jahres wurde die erste von sieben Convair CV-340 übernommen, wovon vier von der mexikanischen Aeronaves de México und drei von der brasilianischen VARIG stammten. Alle wurden bald zu Convair CV-440 Metropolitan modifiziert.
Mit 56 Passagierplätzen war die Convair bei Linjeflyg recht eng bestuhlt. Von 1963 bis 1971 wurden weitere 15 gebrauchte CV-440 beschafft, überwiegend von der Muttergesellschaft SAS. Die Metropolitan blieb bis März 1979 im Dienst, hatte dann rund 10 Millionen Passagiere befördert und in Schweden den „Volksflug“ ("folkflyget") eingeführt – Fliegen auf Inlandsstrecken zu erschwinglichen Preisen.
Im Jahr 1964 wurden versuchsweise zwei achtsitzige Aero Commander 500 von Ehrenström Flyg AB gemietet, um besonders schwach ausgelastete Linien zu betreiben. Die letzte DC-3 wurde im Februar 1965 verkauft.

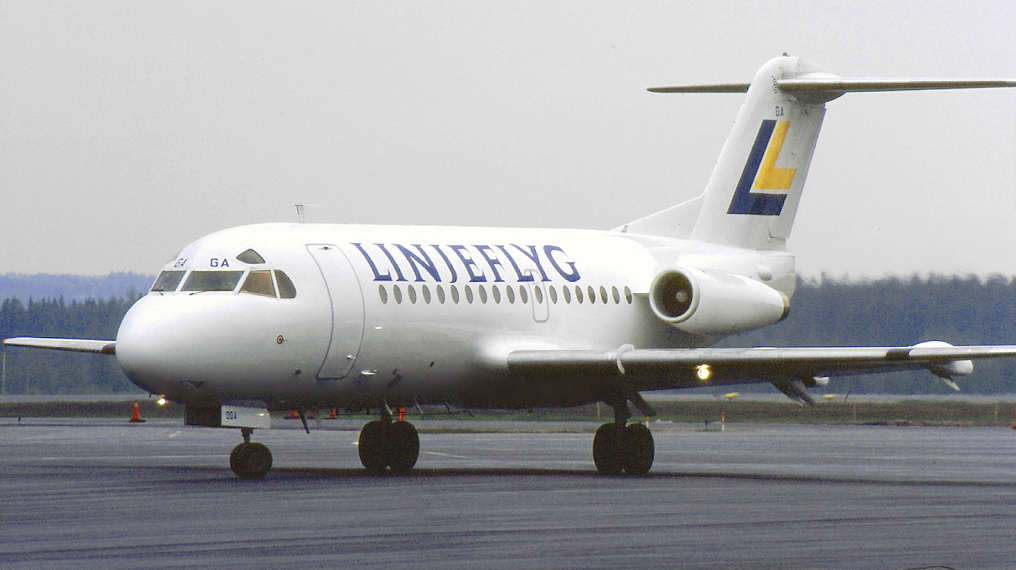
Fokker F28-1000 SE-DGA in Arlanda, 1991

Um auch Strecken bedienen zu können, deren Passagieraufkommen für die Convair zu gering war, wurden von 1967 bis 1970 vier fabrikneue Turbopropflugzeuge des Typs Nord 262 mit je 26 Plätzen übernommen, aber bereits 1974 wieder verkauft. Im Jahr 1970 bestand die Flotte aus 17 Convair CV-440 und vier Nord 262; es wurden 760.000 Passagiere befördert und ein Gewinn von 2,5 Millionen schwedische Kronen erzielt.
Am 26. April 1973 wurde die erste von drei bestellten Fokker F28-1000 in Dienst gestellt und damit das Düsenzeitalter auch bei Linjeflyg eingeleitet.
Im selben Jahr wurde der Betrieb der Strecke nach Gävle an Crownair übergeben, an der Linjeflyg 50 % der Anteile hielt, und zunächst mit sechs- bis achtsitzigen Piper Navajo in Linjeflygs Auftrag beflogen, bevor dieser Typ bald durch DHC-6 Twin Otter für 19 Passagiere ersetzt wurde. Auch nach Crownairs Umbenennung in Swedair wurden mehrere Twin Otter im Auftrag von Linjeflyg betrieben, z. B. auf der kurzen Strecke Malmö-Kopenhagen.
Da sich die Lieferung der bestellten größeren Fokker F28-4000 verzögerte, wurden von 1975 bis 1977 drei Vickers Viscount der schwedischen Fluggesellschaft Skyline aus Malmö gemietet, wovon eine im Januar 1977 abstürzte (siehe unten, „Flugunfall in Kälvesta“). Von Dezember 1976 bis April 1978 wurden die zehn F28-4000 dann geliefert.
Von 1957 bis 1983 war Bromma der Hauptflughafen von Linjeflyg, bevor man 1983 in das gerade neugebaute Terminal 4 nach Arlanda umzog, da man die Lärmbegrenzungen in Bromma nicht mehr erfüllen konnte.

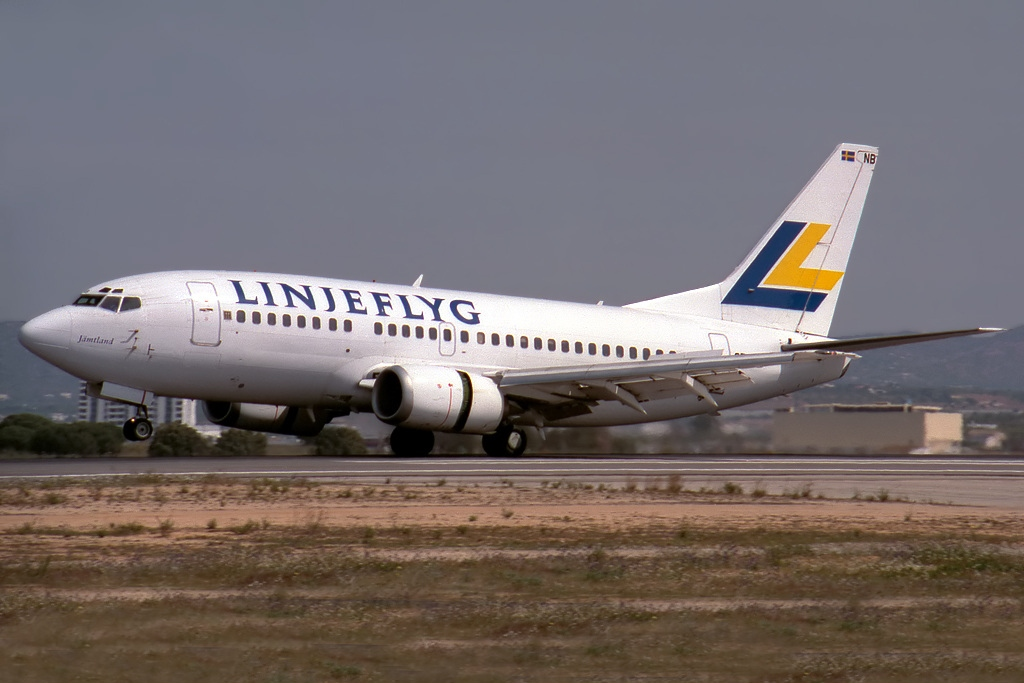
Linjeflygs Boeing 737-500 SE-DNB in Faro, in der letzten Bemalung

### Übergang in SAS
Ab 1990 wurden die bestellten Boeing 737-500 ausgeliefert, um sukzessive die Fokker F28 abzulösen. Im Herbst 1990 verkaufte SAS ihre Anteile an Linjeflyg an das Frachtunternehmen Bilspedition, nur um sie anderthalb Jahre später wieder zurückzukaufen. Der Grund hierfür war, dass man die Marke aufgeben und nur noch unter SAS auftreten wollte. Seit 1993 ist das Unternehmen voll in SAS integriert und die Marke Linjeflyg wird nicht mehr verwendet.

## Flugziele
Lange Zeit war der Flugbetrieb auf schwedische Inlandsstrecken beschränkt. Nach und nach flog Linjeflyg schließlich 39 Flugziele an, wovon Kopenhagen und Oslo die einzigen Auslandsziele waren und im Auftrag von SAS bedient wurden.
Ab Ende der 1970er-Jahre wurden dann allerdings zunehmend Charterflüge ins europäische Ausland durchgeführt, wobei die Fokkers und später Boeing 737 nicht nur nach Frankreich, Österreich und Holland eingesetzt wurden, sondern auch bis Spanien und Portugal gelangten.

## Flotte
Die Jahreszahlen geben an, wann das erste Flugzeug in Betrieb bzw. das letzte aus dem Betrieb genommen wurde. Unter Anzahl ist die gesamte Anzahl der Flugzeuge aufgeführt, die jemals unter einer Flugnummer von Linjeflyg in Betrieb waren. Hier sind auch Flugzeuge eingerechnet, die von Linjeflyg gemietet, aber niemals in deren Farben bemalt wurden. Die Passagierkapazität gibt die Bestuhlungsversion an, die von Linjeflyg gewählt wurde. Wenn eine Spanne angegeben wird, bedeutet das, dass es unterschiedliche Konfigurationen gab.
| Flugzeugtyp                                         | Aktiv zwischen (Jahr) | Anzahl Flugzeuge bei Linjeflyg | Passagierkapazität | Bemerkungen |
| --------------------------------------------------- | --------------------- | ------------------------------ | ------------------ | --- |
| Lockheed L-12 Electra Junior                        | 1957                  | 1                              | 9                  | Im Eigentum von Airtaco AB, wahrscheinlich nie in den Farben von Linjeflyg bemalt. |
| Lockheed L-18 Lodestar                              | 1957–60               | 4                              | 15                 | |
| Douglas DC-3                                        | 1957–65               | 16                             | 28-32              | |
| Convair CV-340 Convairliner und CV-440 Metropolitan | 1960–79               | 23                             | 52-56              | |
| Aero 680 Grand Commander                            | 1965–67               | 2                              | 7-8                | Von Ehrenström Flyg AB gemietet. Wurden mit dem LIN-logo und Linjeflyg-Schriftzug versehen. |
| Nord 262                                            | 1967–75               | 4                              | 26                 | |
| Fokker F28-1000 Fellowship                          | 1973–92               | 4                              | 65-70              | |
| Fokker F28-4000 Fellowship                          | 1973–92               | 17                             | 85                 | Darüber hinaus wurden zwei F28-6000 kurzzeitig von Fokker gemietet. |
| Boeing 737-500                                      | 1990–92               | 10                             | 130-131            | Auslieferung der Maschinen ab April 1990. |
| Boeing 737-300                                      | 1989–91               | 2                              | 147-148            | Davon eine Maschine 1989/1990 geleast von Maersk Air. |
| Boeing 737-33AQC                                    | 1991–92               | 3                              | 142                | Von Linjeflyg gemietet, aber durch Falcon Cargo betrieben (einer Tochter des Postverket, einem Vorläufer der heutigen schwedischen Post). Wurde nachts für Posttransporte und tagsüber für Personentransporte verwendet. |

## Zwischenfälle

### Flugunfall in Ängelholm, 1964

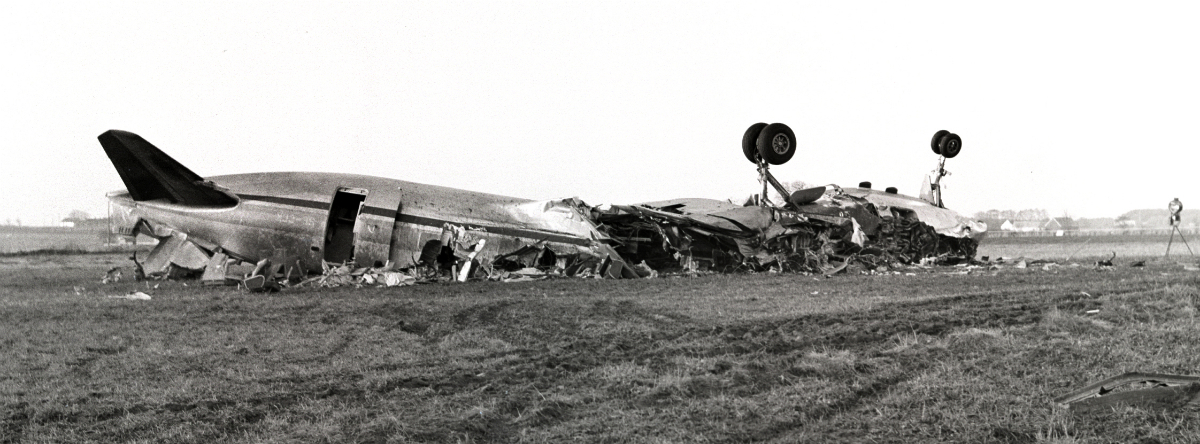
Die verunglückte Convair CV-440 der Linjeflyg am Tag nach dem Unfall bei Ängelholm

Am 20. November 1964 verunglückte eine Convair CV-440 (SE-CCK) der Linjeflyg in schlechtem Wetter beim Anflug auf den Flugplatz Ängelholm-Barkåkra. Dabei fanden 29 von 39 Passagieren sowie zwei der vier Besatzungsmitglieder den Tod. Das Flugzeug startete um 19:46 von Bromma und sollte ursprünglich die Strecke Bromma-Hultsfred-Halmstad-Ängelholm befliegen. Wegen schlechten Wetters beschloss der Kapitän, nicht in Hultsfred zwischenzulanden. Während des Fluges verschlechterte sich das Wetter, weswegen man beschloss, auch die Zwischenlandung in Halmstad nicht durchzuführen.
Die Piloten planten, einen kombinierten Instrumenten- und Sichtanflug auf die Bahn 14 von Barkåkra durchzuführen. Die Sicht war schlecht, mit einer Sichtweite von 1,5 km bis 2 km, einer Wolkenhöhe von 60 m und Regen. Auf der Höhe von Halmstad erhielten die Piloten Bescheid, dass sich das Wetter in Ängelholm verbessert habe, weswegen diese Stadt dann direkt angeflogen wurde.
Beim Anflug war das Flugzeug jedoch vom Kurs abgekommen und hatte eine zu geringe Höhe. Die Piloten erhöhten zwar die Motorleistung, aber das Flugzeug berührte dennoch einige Kilometer vor der Landebahn den Boden und setzte kurzzeitig auf einem Acker auf. Kurz danach streifte es eine Oberleitung der Eisenbahn und stürzte daraufhin zu Boden, rutschte einige hundert Meter auf dem Boden und überschlug sich dann auf das Dach. Zwölf der an Bord befindlichen Personen überlebten den Unfall, drei davon unverletzt.
Die Untersuchungskommission kam zu keiner eindeutigen Feststellung der Unfallursache, aber die wahrscheinlichste Erklärung war, dass es eine Verkettung mehrerer Umstände war: Das Flugfeld Barkåkra wurde vor allem militärisch genutzt und die Piloten wussten nicht genau, wie die militärischen Leitlichter vor der Landebahn platziert waren. Die Einflugfunkfeuer ("outer" und "inner marker") waren ebenfalls anders aufgestellt als für zivile Flughäfen vorgeschrieben. Außerdem gab es einige Missverständnisse im Funkverkehr zwischen dem Fluglotsen und den Piloten. Sechs Monate vorher hatten Linjeflygs Piloten die Anflugbedingungen auf den Militärflugplätzen kritisiert und Verbesserungen gefordert.

### Flugtrainingsunfall in Stockholm/Arlanda, 1969
Am 1. November 1969 verunglückte eine Convair CV-440 (SE-BSU) von Linjeflyg während eines Ausbildungsflugs auf dem Flughafen Stockholm/Arlanda. Bei einem simulierten Triebwerksausfall geriet die Maschine außer Kontrolle; es kam zu einer Bruchlandung. Alle vier Piloten an Bord blieben unverletzt, aber das Flugzeug wurde zum wirtschaftlichen Totalschaden.

### Flugunfall in Kälvesta, 1977

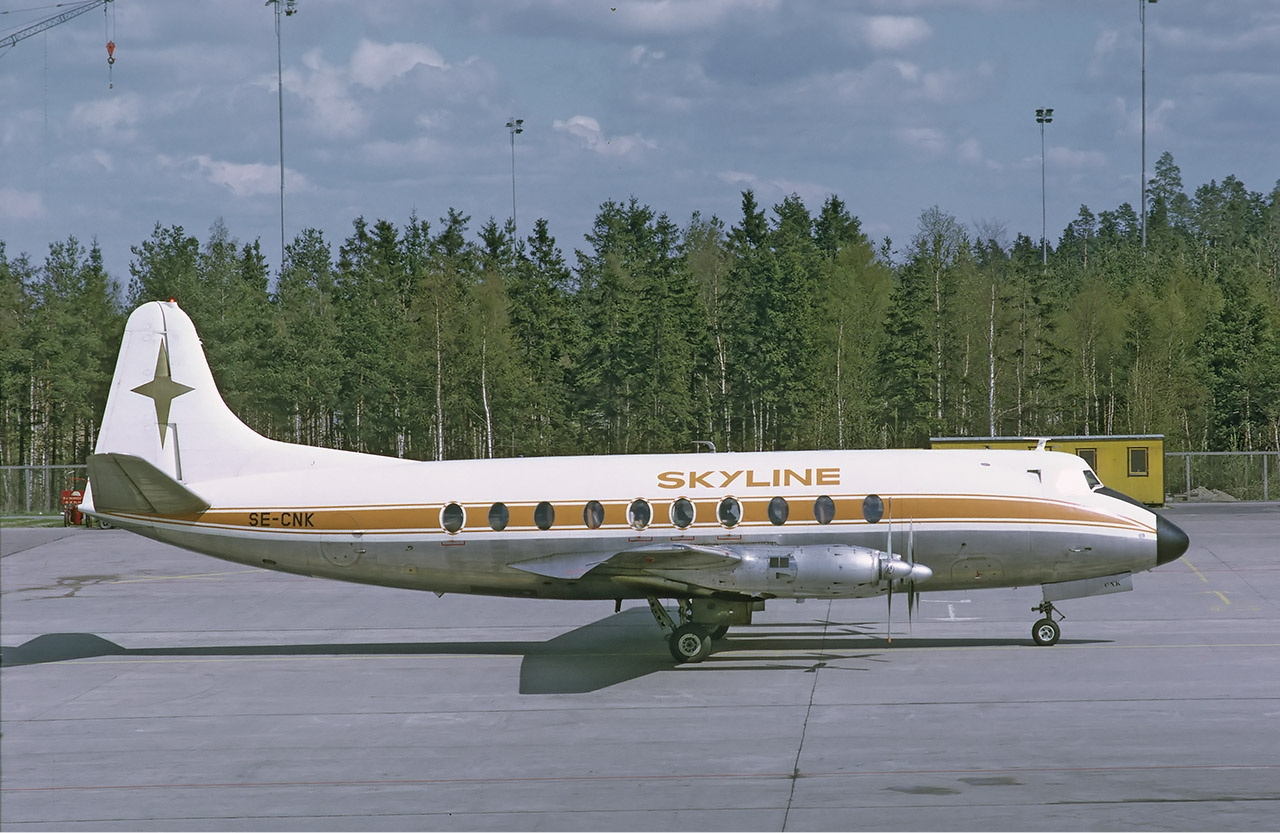
Eine andere Vickers Viscount der Skyline (SE-CNK) in Arlanda, 1972

Am 15. Januar 1977 stürzte eine von Skyline gemietete Vickers Viscount 838 (SE-FOZ) beim Anflug auf Bromma auf einen Parkplatz am Ängsullsvägen in Kälvesta, einem Vorort von Stockholm. Alle 22 Personen an Bord kamen ums Leben, darunter der gerade zum Trainer der schwedischen Nationalmannschaft im Tischtennis ernannte und frühere Bundestrainer der deutschen Tischtennisnationalmannschaft Hans Alsér. Keine der am Boden befindlichen Personen kam ums Leben, doch wurden einige Autos zerstört und an einigen Wohnhäusern entstanden leichte Brandschäden durch das brennende Flugzeug.
Der Unfall wurde durch eine Vereisung der Höhenflosse ausgelöst, die dazu führte, dass das Flugzeug beim Ausfahren der Landeklappen in die Endstellung unsteuerbar wurde. Die schwedischen Piloten waren nicht darüber informiert, dass der Flugzeugtyp für diese Form der Vereisung anfällig war, die in Nordeuropa im Winter des Öfteren vorkommt.